# Santiago Cruz
Santiago Cruz Vélez (Ibagué; 1 de febrero de 1976) es un cantautor colombiano.

## Trayectoria
Santiago Cruz nació en Ibagué (Colombia). Tras años viviendo en su ciudad natal y que su adolescencia transcurriera en medio del estudio y el servicio militar, Santiago se transladó a la capital colombiana para estudiar Finanzas y Relaciones Internacionales en la Universidad Externado de Colombia.
En el 2003 lanzó su primer álbum titulado “Sólo por Hoy”. Su sencillo “Una y otra vez” no solamente le dio la oportunidad de darse a conocer en el ámbito musical, sino aferrarse cada día con más fuerza a su nueva vida como artista.
En el 2006 lanzó su segundo álbum independiente, Sentidos, un disco honesto que contó como invitados a Vanderlei Silva y Jaques Morelenbaum, músicos de la industria brasileña.
Dedicado por completo durante el 2008 a componer canciones para su tercer álbum, Santiago Cruz solo sacó tiempo para algunas presentaciones en el exterior y para participar en el álbum producido por Carlos Vives y Andrés Castro, Pombo Musical, ganador del Grammy Latino, con el cuento infantil <<Simón, el Bobito>>. Para este tema, grabado a ritmo de champeta junto a H2, Santiago adaptó su voz y su estilo, logrando sacar adelante el cuento con el que su abuela lo distraía. <<Era un trabajo que no solo tenía el sello de Carlos Vives, sino el de Rafael Pombo, con quien siempre estuve relacionado, ya que mi abuela pintaba dibujos de sus cuentos>>.
Mientras tanto compuso 30 canciones para Cruce de caminos. Santiago contó con la producción del músico español Nacho Mañó,  quien hace parte de la famosa agrupación Presuntos Implicados.
Cruce de Caminos es un disco con 11 temas de su autoría, y uno coescrito con Fernando Osorio. Fue publicado en julio de 2009 bajo el sello Sony Music.
En 2010 fue nominado al Grammy Latino en la categoría mejor álbum cantautor, y galardonado con el premio 40 Principales España por Colombia.[cita requerida]
En Colombia recibió Disco de Oro y Platino; y en Venezuela recibió su primer Disco de Oro internacional.[cita requerida] En mayo de 2011 fue el gran ganador de los premios Nuestra Tierra en Colombia.[cita requerida]
En abril de 2011 grabó en un teatro de Bogotá su primer DVD, Acústico, real y en vivo como él mismo lo bautizó, con un formato diferente presentó 11 canciones de su último disco y una canción inédita. Sony Music lanzó la reedición de Cruce de Caminos junto al DVD a finales de julio de 2011, y en pocos meses recibió el Disco Doble Platino por ventas en Colombia.[cita requerida]
Santiago Cruz es desde 2011 Embajador de Buena Voluntad del PNUD en Colombia para promover los valores de la paz, la reconciliación, la superación de la pobreza y los Objetivos de Desarrollo del Milenio, una designación que lo acerca al equipo de la ONU para trabajar encontrando formas de conseguir cambios necesarios para un mundo mejor.
Mientras giraba por Colombia y llegaron sus primeras presentaciones internacionales, Cruz sacó el tiempo para grabar el disco en portugués para el mercado de Brasil.[cita requerida]
A quien corresponda, su cuarto álbum, salió al mercado en julio de 2012 también de la mano de Sony Music. A solo 4 meses recibió Disco de Platino por ventas en Colombia.[cita requerida] El álbum fue grabado bajo la producción musical de Nacho Mañó en España con 12 canciones con letra y música de su autoría.[cita requerida]
En septiembre de 2014 fue publicado su quinto álbum de estudio, Equilibrio, grabado en España, en abril de 2014. Doce canciones con letra y música de Cruz y dos coescritas con Fernando Osorio, cuentan de nuevo con la producción de Nacho Mañó.[cita requerida]

### Polémica tras la muerte de Diomedes Díaz
Tras la muerte del cantante de vallenato Diomedes Díaz, Cruz causó polémica con los fanáticos del artista fallecido al condolecerse de la muerte de Doris Adriana Niño en el mismo día en el que el Diomedes había muerto. Diomedes había sido encontrado culpable de "homicidio preterintencional" en 1997 y había pagado cárcel hasta 2004, por lo que Cruz envió un saludo a la familia de Doris Adriana el día en que muchos de los fanáticos del cantante lamentaban su muerte. La reacción en redes sociales contra Cruz, no se hizo esperar y fue objeto de cientos de mensajes por parte de los seguidores de Diomedes Díaz rechazando sus tuits y considerándolos "de mal gusto".

"Un abrazo a la familia de Doris Adriana Niño (...) Me solidarizo con una familia que vivió una tragedia por culpa de un irresponsable (...) yo no me alegro de la muerte de nadie, simplemente abrazo a una familia víctima (...) Errores he cometido, pero no he matado a nadie".
-Santiago Cruz, trinos que generaron polémica en Twitter.

## Discografía

### Solo hasta hoy
2003
- Letra y música: Santiago Cruz
- Arreglos y producción: Julián Ávila
- Coproducción musical: Santiago Cruz
- Sello: Sony Music

| Canciones del álbum |                          |          |  |
| N.º                 | Título                   | Duración |  |
| 1.                  | «La puerta»              | 3:29     |  |
| 2.                  | «Capítulo uno»           | 4:48     |  |
| 3.                  | «Utopía de Mariana»      | 4:07     |  |
| 4.                  | «Aquellos días que viví» | 4:13     |  |
| 5.                  | «Solo hasta hoy»         | 3:42     |  |
| 6.                  | «No mires atrás»         | 3:35     |  |
| 7.                  | «Ella está mirándome»    | 3:53     |  |
| 8.                  | «Quietud»                | 3:27     |  |
| 9.                  | «A veces llueve»         | 3:46     |  |
| 10.                 | «Una y otra vez»         | 4:01     |  |
| 39:04               |                          |          |  |

### Sentidos
2006
- Letra y música: Santiago Cruz
- Arreglos y producción: Julián Ávila
- Coproducción musical: Santiago Cruz
- Sello: Sony Music

| Canciones del álbum |                                           |          |  |
| N.º                 | Título                                    | Duración |  |
| 1.                  | «Donde se posa la sal»                    | 3:50     |  |
| 2.                  | «Acabado»                                 | 3:52     |  |
| 3.                  | «La equilibrista»                         | 3:53     |  |
| 4.                  | «Peticionario»                            | 3:53     |  |
| 5.                  | «Hasta quedarnos»                         | 4:00     |  |
| 6.                  | «Para admitir necesidad»                  | 3:50     |  |
| 7.                  | «Tus regalos»                             | 3:39     |  |
| 8.                  | «Paracaídas»                              | 4:36     |  |
| 9.                  | «Cultivos de cemento»                     | 4:22     |  |
| 10.                 | «Sin preguntar»                           | 3:26     |  |
| 11.                 | «Acabado (acústico)» (Pista adicional)    | 4:38     |  |
| 12.                 | «Una y otra vez (2006)» (Pista adicional) | 3:48     |  |
| 47:52               |                                           |          |  |

### Cruce de caminos
2009
- Letra y música: Santiago Cruz
- Arreglos y producción: Nacho Mañó
- Sello: Sony Music

| Canciones del álbum |                               |          |  |
| N.º                 | Título                        | Duración |  |
| 1.                  | «Credo»                       | 3:04     |  |
| 2.                  | «Baja la guardia»             | 3:56     |  |
| 3.                  | «Cuando regreses»             | 4:04     |  |
| 4.                  | «A pesar de mí»               | 3:31     |  |
| 5.                  | «6:00 a. m.»                  | 4:10     |  |
| 6.                  | «En tus zapatos»              | 4:17     |  |
| 7.                  | «Mariposas en la panza»       | 4:09     |  |
| 8.                  | «Tu peor versión (Mrs. Hyde)» | 4:13     |  |
| 9.                  | «Cara y cruz»                 | 3:44     |  |
| 10.                 | «Y si te quedas, ¿qué?»       | 3:38     |  |
| 11.                 | «¿Qué más da?»                | 3:00     |  |
| 41:50               |                               |          |  |

### A quien corresponda
2012
- Letra y música: Santiago Cruz
- Arreglos y producción: Nacho Mañó
- Sello: Sony Music

| Canciones del álbum |                                        |          |  |
| N.º                 | Título                                 | Duración |  |
| 1.                  | «Antes de empezar»                     | 3:38     |  |
| 2.                  | «No te necesito (Nunca fue necesidad)» | 4:19     |  |
| 3.                  | «Desde lejos»                          | 4:05     |  |
| 4.                  | «Hasta entonces»                       | 4:02     |  |
| 5.                  | «La memoria de los sentimientos»       | 3:41     |  |
| 6.                  | «Nosotros nunca nos diremos adiós»     | 4:35     |  |
| 7.                  | «Lo que me quedó»                      | 4:14     |  |
| 8.                  | «Así ha sido mi vida»                  | 3:28     |  |
| 9.                  | «Hijos del calvario»                   | 3:18     |  |
| 10.                 | «Dime cuándo y dónde»                  | 3:32     |  |
| 11.                 | «Si no te vuelvo a ver»                | 3:41     |  |
| 12.                 | «La promesa»                           | 2:57     |  |
| 13.                 | «De la mano»                           | 3:34     |  |
| 49:09               |                                        |          |  |

### Equilibrio
2014
- Letra y música: Santiago Cruz
- Producción: Nacho Mañó
- Sello: Sony Music

| Canciones del álbum |                                                              |          |  |
| N.º                 | Título                                                       | Duración |  |
| 1.                  | «Nadie nos puede romper»                                     | 4:38     |  |
| 2.                  | «Estar vivos»                                                | 3:29     |  |
| 3.                  | «Cómo haces»                                                 | 3:51     |  |
| 4.                  | «Una historia diferente» (con Dani Martín)                   | 4:13     |  |
| 5.                  | «Aquí me tienes»                                             | 4:04     |  |
| 6.                  | «Siempre alguien se va»                                      | 3:32     |  |
| 7.                  | «La casa de paz»                                             | 3:02     |  |
| 8.                  | «Al otro lado de la puerta» (con Abel Pintos)                | 4:01     |  |
| 9.                  | «No nos digamos mentiras»                                    | 4:22     |  |
| 10.                 | «La primavera»                                               | 3:29     |  |
| 11.                 | «Lo que Dios quiera» (con Diana Fuentes)                     | 4:23     |  |
| 12.                 | «Simple»                                                     | 3:46     |  |
| 13.                 | «Ese que tú ves»                                             | 3:15     |  |
| 14.                 | «Luz Violeta (En vivo Café Mercedes Jazz)» (Pista adicional) | 4:31     |  |
| 15.                 | «Y mucho más»                                                | 4:23     |  |
| 59:04               |                                                              |          |  |

### Trenes, aviones y viajes interplanetarios
2016
- Letra y música: Santiago Cruz
- Sello: Sony Music

| Canciones del álbum |                                                 |          |  |
| N.º                 | Título                                          | Duración |  |
| 1.                  | «Vida de mis vidas»                             | 3:42     |  |
| 2.                  | «Vamos de cero» (con Elsa y Elmar)              | 3:44     |  |
| 3.                  | «Como si nada»                                  | 4:59     |  |
| 4.                  | «Que siga el carnaval»                          | 4:07     |  |
| 5.                  | «Café con abrazo» (con Pedro Capó)              | 3:51     |  |
| 6.                  | «Pies de duende frágil»                         | 4:36     |  |
| 7.                  | «Vuelta y vuelta»                               | 4:09     |  |
| 8.                  | «Mi superhéroe»                                 | 4:09     |  |
| 9.                  | «Cada vez más cerca»                            | 4:36     |  |
| 10.                 | «Regreso»                                       | 3:27     |  |
| 11.                 | «Un día de mierda»                              | 4:02     |  |
| 12.                 | «Contar hasta 3 (o hasta 10)» (Pista adicional) | 3:41     |  |
| 49:08               |                                                 |          |  |

### Dale
2021
- Letra y música: Santiago Cruz
- Sello: Sony Music

| Canciones del álbum |                                   |          |  |
| N.º                 | Título                            | Duración |  |
| 1.                  | «No estamos solos»                | 4:01     |  |
| 2.                  | «Nuestra esquina de Madrid»       | 4:11     |  |
| 3.                  | «Como desde la primera vez»       | 3:27     |  |
| 4.                  | «Tempos mejores»                  | 4:29     |  |
| 5.                  | «Yo te todo» (con Alejandro Sanz) | 4:20     |  |
| 6.                  | «Hay días»                        | 4:16     |  |
| 7.                  | «Mejor me voy»                    | 3:05     |  |
| 8.                  | «Ya son las 10 en Buenos Aires»   | 3:46     |  |
| 9.                  | «Otra mañana más»                 | 3:00     |  |
| 10.                 | «3, 2, 1, 0»                      | 4:04     |  |
| 38:43               |                                   |          |  |

### Nueve
2023
- Letra y música: Santiago Cruz
- Sello: Sony Music

| Canciones del álbum |                                    |          |  |
| N.º                 | Título                             | Duración |  |
| 1.                  | «Casi»                             | 4:02     |  |
| 2.                  | «Porque yo te quise»               | 3:42     |  |
| 3.                  | «Después de la tormenta»           | 3:28     |  |
| 4.                  | «Vino tinto y oro»                 | 3:40     |  |
| 5.                  | «Aquí no pasa nada -Pie de página» | 3:11     |  |

## Colaboraciones
- Cálido y frío (feat. Franco De Vita)
- Mariposas en la panza (feat. Fonseca)
- Cuando se va el amor (feat. Kany García) *
- Está ocurriendo (feat. Presuntos Implicados)
- Olvidamos (feat. Doctor Krápula)
- Simón el bobito (Feat. H2)
- Qué será (Feat. Nachó Mañó, Gisela Renes, José Carlos Gómez y Lidia Rodríguez)
- No digas nada (Feat. José Carlos Gómez)
- Cuando regreses (Feat. María León (Playa Limbo)
- Una y otra vez (Feat. Morat) *
- Estar vivos (Feat. Abel Pintos) *
- Confieso (feat. El Kanka)
- Baja la Guardia (Feat. Andrés Cepeda) *
- Yo te todo (Feat. Alejandro Sanz)
- Tus Regalos - El Diccionario (feat. Nicolai Fella)
- El gran teatro (feat. Andrés Cepeda)

Nota: las canciones marcadas con * hacen parte del álbum Elementales (2019)

## Premios y nominaciones

### Grammy Latino
| Año  | Trabajo nominado                          | Categoría             | Resultado |
| ---- | ----------------------------------------- | --------------------- | --------- |
| 2010 | Cruce de Caminos                          | Mejor Álbum Cantautor | Nominado  |
| 2013 | Desde Lejos                               | Grabación del Año     | Nominado  |
| 2015 | Equilibrio                                | Mejor Álbum Cantautor | Nominado  |
| 2017 | Trenes, Aviones y Viajes Interplanetarios | Mejor Álbum Cantautor | Nominado  |

### Premios Nuestra Tierra
| Año  | Trabajo nominado                    | Categoría                     | Resultado |
| ---- | ----------------------------------- | ----------------------------- | --------- |
| 2010 | Santiago Cruz                       | Artista Pop del año           | Nominado  |
| 2010 | Baja a Guardia                      | Canción del público           | Nominado  |
| 2011 | Cruce de Caminos                    | Álbum del año                 | Ganador   |
| 2011 | Santiago Cruz                       | Artista del año               | Ganador   |
| 2011 | Cuando Regreses                     | Canción del año               | Ganador   |
| 2011 | @SantiCruz                          | Tuitero del año               | Nominado  |
| 2011 | Cuando Regreses                     | Canción Pop del año           | Nominado  |
| 2011 | Y Si Regresas Que                   | Canción Pop del año           | Nominado  |
| 2011 | Santiago Cruz                       | Artista Pop del año           | Ganador   |
| 2011 | Y Si Te Quedas Que                  | Canción del público           | Nominado  |
| 2011 | Santiago Cruz                       | Artista del público           | Nominado  |
| 2012 | 6 AM                                | Canción del año               | Ganador   |
| 2012 | Santiago Cruz                       | Artista del año               | Nominado  |
| 2012 | Cruce de Caminos Acústico y En vivo | Álbum del Año                 | Ganador   |
| 2012 | En Tus Zapatos                      | Canción Pop del año           | Nominado  |
| 2012 | Santiago Cruz                       | Artista Pop del año           | Ganador   |
| 2012 | En Tus Zapatos                      | Canción del Público           | Nominado  |
| 2012 | Santiago Cruz                       | Artista del público           | Nominado  |
| 2012 | @SantiCruz                          | Tuitero del año               | Nominado  |
| 2013 | Desde Lejos                         | Canción Pop del año           | Nominado  |
| 2013 | Santiago Cruz                       | Artista Pop del año           | Nominado  |
| 2013 | @SantiCruz                          | Tuitero del año               | Nominado  |
| 2014 | La Memoria de los Sentimientos      | Canción Pop del año           | Nominado  |
| 2014 | Santiago Cruz                       | Artista Pop del Año           | Nominado  |
| 2024 | Un Amor de Verdad                   | Canción Pop del año           | Nominado  |
| 2024 | Santiago Cruz                       | Artista Pop Masculino         | Nominado  |
| 2024 | El Peso (feat. Jaison Neutra)       | Canción tropical/salsa/cumbia | Nominado  |